# Paweł z Łęczycy
Paweł z Łęczycy (ur. ok. 1572 w Łęczycy, zm. 1642 w Bydgoszczy) – bernardyn, gwardian, kustosz, definitor, egzorcysta, tłumacz.

## Życiorys
Urodził się w 1572 w Łęczycy, nie wiadomo z jakich rodziców, prawdopodobnie plebejskich. Już jako czternastoletni chłopiec wstąpił w 1586 r. do zakonu bernardynów. Po odbyciu nowicjatu i zakonnego studium teologii został skierowany do Akademii Wileńskiej (1598-1599). Tam sprawował nadzór nad innymi bernardynami, studiującymi w tej uczelni. W 1600 r. wysłano go do Rzymu jako socjusza (towarzysza) Hieronima Przybińskiego, udającego się na kapitułę generalną. Pobyt we Włoszech wykorzystał na dobre opanowanie języka włoskiego. Stamtąd też przywiózł dzieła, które stały się zalążkiem jego późniejszej biblioteki.
W 1602 r. został kustoszem warszawskim oraz definitorem (doradcą prowincjała). Zbudował wówczas przy klasztorze budynek dla gości (forasterium), w którym do 1643 r. mieściła się nuncjatura. W 1604 r. ponownie jeździł do Rzymu, aby spowodować odwołanie z prowincji komisarza Włocha, a mianowanie w jego miejsce Polaka.
W początkach marca 1606 r. wszedł w skład bernardyńskiej misji, towarzyszącej Marynie Mniszchównie do Moskwy. Po zamordowaniu w końcu maja 1606 r. Dymitra Samozwańca, został internowany i pozostał przy Mikołaju Oleśnickim, pośle Zygmunta III Wazy do cara. Ponad dwuletni pobyt w więzieniu wykorzystał na tłumaczenie książek z włoskiego i łacińskiego na język polski. Najważniejszym jego osiągnięciem jako tłumacza było przełożenie z języka włoskiego dzieła jezuity Giovanniego Botero, które następnie ukazało się drukiem w Krakowie w 1609 r. Była to pierwsza, ciesząca się dużą popularnością, geografia powszechna w języku polskim. Już po czterech latach została wydana powtórnie (Kraków 1613). Trzecia edycja tej książki wyszła również w Krakowie w 1659 r., jednak pod tytułem: „Teatrum świata wszystkiego, na którym Europa, Asia, Afryka i Ameryka, takie narodów, krajów, miast, nacji, obyczaje, bogactwa i insze przymioty są wystawione”.
Dokonał również przekładu na język polski (z włoskiego), być może w więzieniu, dzieła portugalskiego zakonnika Marka z Lizbony „Kroniki Trzech Zakonów postanowionych od Ojca Św. Franciszka pierwsza część na dziesięć ksiąg rozdzielona” (Kraków 1610, cz. 1 i 2). Kroniki wznowiono w 1747 r. w Supraślu, a dwie dalsze części tego dzieła również przełożone przez niego, wyszły w Krakowie dopiero w 1772 r.
Wypuszczony z więzienia (1607) wrócił do Polski w 1608 r. W 1611 r. został gwardianem klasztoru bernardynów w Sokalu nad Bugiem. Doprowadził tam do końca budowę okazałego kościoła. Posiadał „wielką sławę jako budowniczy, bracia mu to cenili nierównie bardziej, niż prace piśmienniczą”. (ks. K. Kantak). Powiększył również tamtejszą bibliotekę. W latach 1620–1623 był gwardianem klasztoru w Nowem nad Wisłą, a w 1623–1625 gwardianem w Bydgoszczy. W klasztorze bydgoskim urządził po myśli prowincjała Leonarda Starczewskiego dom rekolekcyjny, wprowadzając surowszy tryb życia zakonników. Przy klasztorze założył także wielki sad owocowy.
W 1626 r. wszedł do zarządu prowincji warszawskiej i później znowu był gwardianem w Sokalu. Pod koniec życia osiadł w Bydgoszczy i tam zmarł 27 maja 1642 r.
Jego imię nosiła jedna z ulic międzywojennej Bydgoszczy, przy zabudowaniach pobernardyńskich. Po II wojnie światowej nazwę ulicy Pawła z Łęczycy zmieniono. Obecnie jego imię nosi ulica na osiedlu Przylesie w bydgoskiej dzielnicy Fordon.